# Wichita Lineman
Wichita Lineman är en låt komponerad av den amerikanske låtskrivaren Jimmy Webb 1968. Låten spelades samma år in av countrysångaren Glen Campbell och den kom att bli en av hans största hitsinglar. Låten namngav även Campbells tolfte album. Webb skrev låten efter att ha sett en ensam telefonstolpsarbetare i Washita County, Oklahoma. Campbell ändrade namnet till Wichita då han tyckte det lät bättre att sjunga. Musikerna på Campbells inspelning ingick i studiomusikerkollektivet "The Wrecking Crew".
2004 blev Wichita Lineman listad som #192 i magasinet Rolling Stones lista The 500 Greatest Songs of All Time. 2011 gjordes listan om och Wichita Lineman återfanns nu på plats 195.

## Listplaceringar
| Lista (1968-1969) | Position              |
| ----------------- | --------------------- |
| Australien        | 15 (Go Set)           |
| Irland            | 12                    |
| Kanada            | 1 (RPM)               |
| Nya Zeeland       | 10 (NZ Listner)       |
| Storbritannien    | 7                     |
| USA               | 3 (Billboard Hot 100) |